# Kabel krosowy

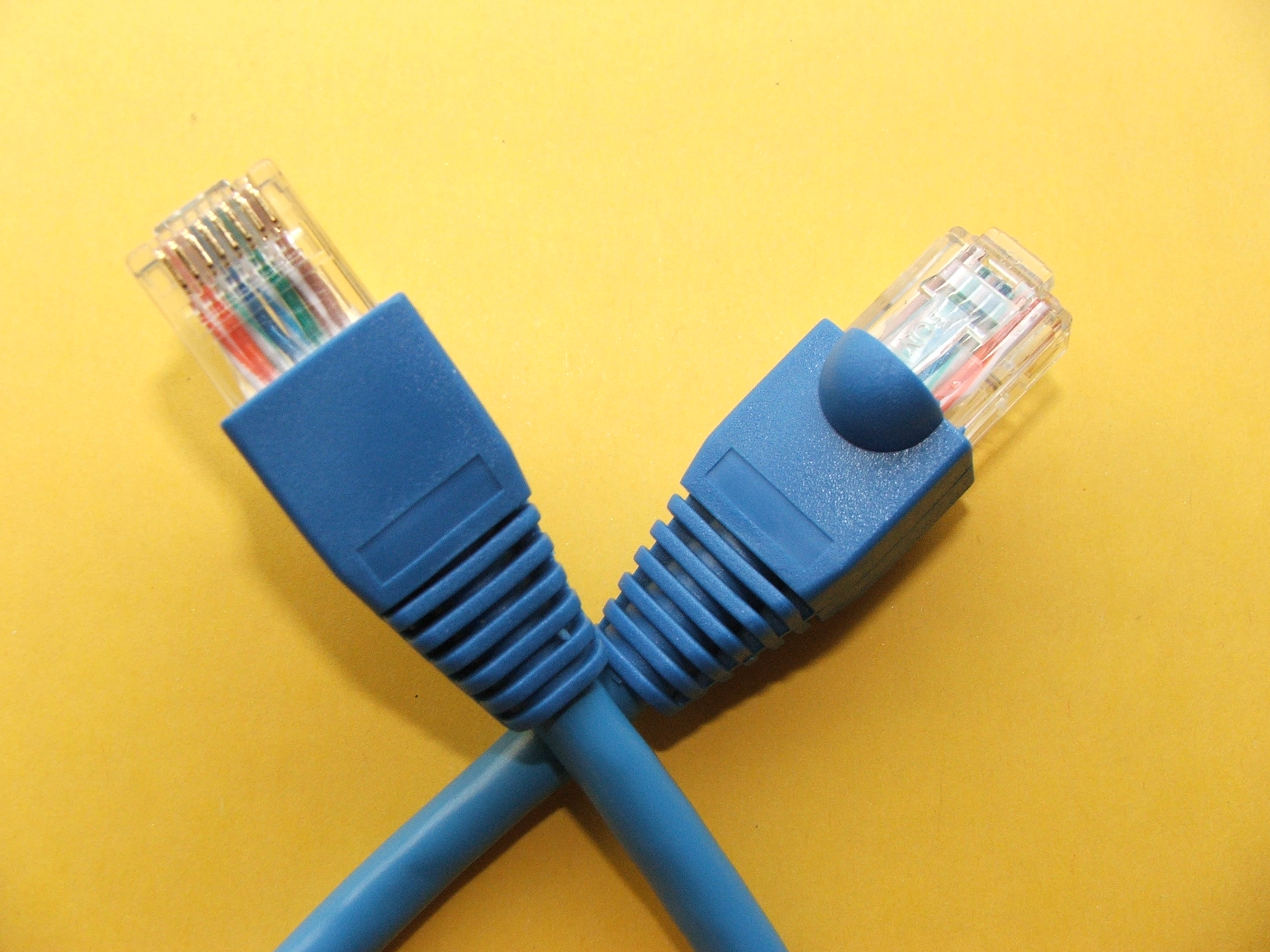
Patchcord w formie skrętki z wtykami 8P8C

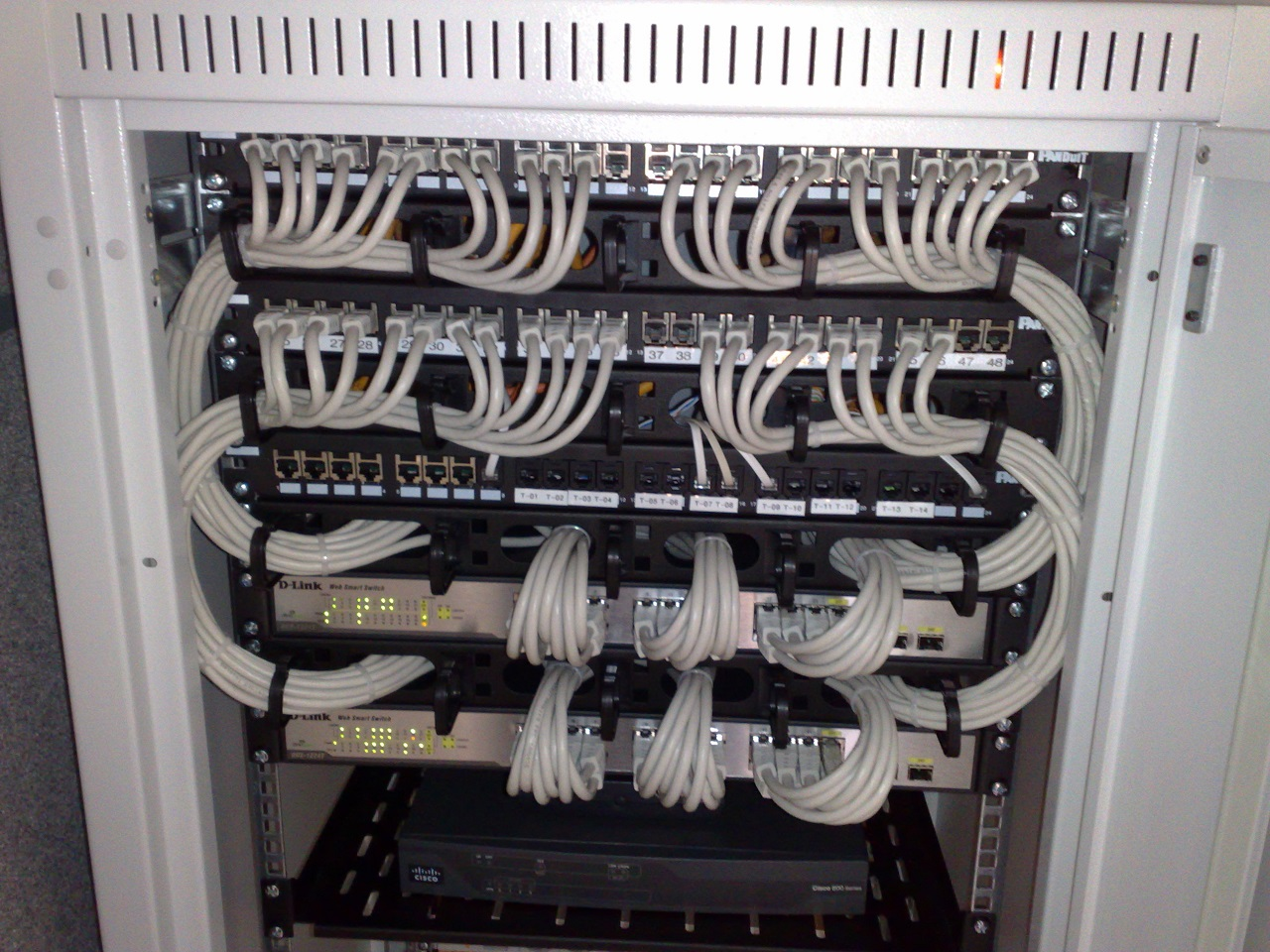
Połączenia urządzeń sieciowych w szafie przy pomocy kabli krosowych

Kabel krosowy, kabel krosowniczy (ang. patch cord, patch cable, cross cable) – krótki przewód służący do przesyłania sygnałów elektrycznych lub optycznych. Najczęściej jest on kojarzony z sieciami komputerowymi w topologii gwiazdy opartymi na okablowaniu typu skrętka, która posiada zakończenia przewodów we wtyczce 8P8C typu A lub B. Jednak coraz częściej używa się optycznych kabli krosowych (światłowodów) służących do łączenia sieciowego osprzętu optycznego, ale także do łączenia urządzeń audio/wideo.
Najczęściej kablem krosowym określa się gotowy przewód o znormalizowanej długości (½, 1, 2, 3, 5 m) zakończony z obu stron końcówkami (zwykle wtykami) zgodnymi z technologią, dla której został przygotowany:
- kabel koncentryczny: BNC;
- skrętka: 8P8C (RJ45);
- światłowód: SC, FC, ST, LC, E2000, TOSLINK.

Kable krosowe wykorzystywane są w szafach krosowniczych do łączenia elementów aktywnych (przełączników, routerów) i pasywnych (koncentratorów, paneli krosowniczych) sieci komputerowych oraz do podłączania komputerów osobistych (PC) do gniazd sieci lokalnej.

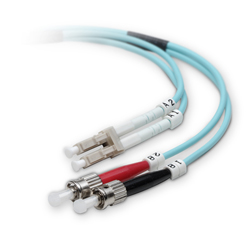
Patchcord światłowodowy typu dupleks z wtyczkami LC (górna) i ST (dolna)

Przewód krosowy optyczny – są to zazwyczaj dwa włókna światłowodowe, we wzmocnionej oprawie (światłowód → akryl → I izolacja PVC → Włókno szklane lub kevlar → II izolacja PVC). Obecnie na rynku można otrzymać znormalizowane długości patchcordów, ale także wedle potrzeb odbiorcy. Przewód krosowy optyczny stosowany jest najczęściej do łączenia przełączników światłowodowych i zakończeń kabla światłowodowego w celu podłączenia konwertera. W przypadku sieci światłowodowych nie ma jednego standardu używanych wtyczek, jedynie przewagę zyskują złącza SC/PC (niebieskie) i SC/APC (zielone), a ostatnio LC (beżowe). Najpopularniejsze złącza stosowane w przewodach krosowych optycznych to:
- SC/PC (proste),
- SC/APC (skośne),
- LC,
- ST,
- MPO, MPT,
- E-2000 (Euro 2000),
- FC.

Przewody krosowe różnią się przede wszystkim sposobem transmisji światła w rdzeniu światłowodu. W oparciu o to kryterium wyróżnia się patchcordy:
- jednomodowe – przesyłające tylko jeden mod światła. Umożliwiają przesyłanie sygnału na bardzo duże odległości bez ryzyka tłumienia sygnału czy też jego zniekształcenia
- wielomodowe – przenoszące wiele modów światła jednocześnie. Pozwalają przenosić sygnał na znacznie mniejszą odległość, a zastosowane na dużych dystansach mogą powodować pojawianie się zakłóceń sygnału.